# Зеленга
Зеленга — село в Володарском районе Астраханской области, является центром и единственным населённым пунктом муниципального образования «Село Зеленга» со статусом сельского поселения.

## География
Село расположено в 30 км на юг от райцентра Володарского на берегу Белинского банка и ерика Сахарного в дельте Волги.

## История
Село известно примерно с 1800 года. Административно входило в состав Астраханского уезда. Население — изначально этнически смешанное, наименование принесено из Средне-Волжского региона (предположительно имеет волжско-финские корни с частицей «ньга» — вода, река, водоём).
Основано первоначально мордвой — мокшей и чувашами (имеется летопись в средней школе села), перебравшимся сюда в самом конце XVIII века из Каменного Яра, а затем из Сасыколей.
Русское население, ныне преобладающее и ассимилировавшее мордву и чувашей, было представлено почти одновременными «вольными» мигрантами из губерний средней и северной полосы — Нижегородской и выше.
Особый диалект, специфические промысловые поверья, малонаследственные стандартные черты в местной культурной традиции. Необычная хореографическая культура — среди местных танцев записана интересная «зеленгинская кадриль», исполняется местными и областными ансамблями. В послевоенные годы — массовое переселение в это и другие низовые сёла казахского населения, переходящего от кочевого скотоводства к рыболовству.
В 1928—1931 и 1944—1963 годы село являлось центром Зеленгинского района. В 1930 году в Зеленге был образован колхоз «Заветы Ильича». В 1934 году в селе образовалось «Зеленгинское рыболовецкое потребительское общество» (Рыбкоп). Крупнейшим предприятием села являлся Зеленгинский судоремонтный завод, где в начале 80-х годов прошлого столетия освоили производство стеклопластиковых лодок и прорезей (суда с проточной водой для перевозки живой рыбы). В начале 1956 года проложен водопровод. Также в Зеленге в 1944 году на базе двух лесничеств — Марфинского и Зеленгинского — на основании приказа № 252 от 18.06.1944 года Министерства лесного хозяйства РСФСР был образован Володарский лесхоз, функцией которого являлись создание лесных массивов и охрана леса. В 1981 году в Зеленге была открыта швейная фабрика областной легкой промышленности.
6 августа 2004 года в соответствии с Законом Астраханской области № 43/2004-ОЗ муниципальное образование «Село Зеленга» наделено статусом сельского поселения.

## Население
Динамика численности населения
| 1859 | 1959 |
| ---- | ---- |
| 136  | 3319 |

| 1959  | 2002  | 2005  | 2010  | 2012  | 2013  | 2014  |
| ----- | ----- | ----- | ----- | ----- | ----- | ----- |
| 3319  | ↘2775 | ↗2849 | ↘2834 | ↘2824 | ↗2834 | ↘2791 |
| 2015  | 2016  | 2017  | 2018  | 2019  | 2020  | 2021  |
| ↘2766 | ↘2729 | ↘2694 | ↘2647 | ↘2575 | ↘2540 | ↘2356 |

| Национальность | Численность (2010) | Процент |
| -------------- | ------------------ | ------- |
| Русские        | 1687               | 59,7%   |
| Казахи         | 1016               | 36%     |
| Чеченцы        | 22                 | 0,8%    |
| Татары         | 20                 | 0,7%    |
| Узбеки         | 10                 | 0,4%    |
| Аварцы         | 9                  | 0,3%    |
| Украинцы       | 7                  | 0,2%    |
| Азербайджанцы  | 4                  | 0,1%    |
| Болгары        | 4                  | 0,1%    |
| Кумыки         | 4                  | 0,1%    |
| Не указана     | 34                 | 1,2%    |
| Всего          | 2825               | 100%    |

## Улицы
Больничная, Волжская, Восточная, Гагарина, Заводская, Клубная, Колхозная, Ларина, Лесная, Луговая, Молодёжная, Набережная, Новая, Остров СКРВ, Остров Чеченый, Подгорная, Портовая, Садовая, Сборная, Советская, Школьная, Юбилейная.

## Известные уроженцы и жители
- Антонов, Константин Акимович (1901—1969) — советский военачальник, генерал-лейтенант.
- Камалетдинов, Султан Буркутбаевич (род. 1965) — военачальник Республики Казахстан, генерал-лейтенант.
- Кашин Николай Васильевич (1924—1990) — участник Великой Отечественной войны, полный кавалер ордена Славы.
- Ларин, Михаил Никанорович (1908—1939) — участник советско-финской войны, Герой Советского Союза.
- Реутин, Михаил Семёнович (род. 1933) — писатель, поэт и журналист, живёт в селе с 1980 года, почётный житель села Зеленга[19].